# De fyra filosoferna
De fyra filosoferna eller Självporträtt med Philip Rubens, Justus Lipsius och Johannes Woverius är en oljemålning av den flamländske barockkonstnären Peter Paul Rubens. Den målades 1611–1612 och ingår i Palazzo Pittis samlingar i Florens.
Målningen är ett grupporträtt och skildrar från vänster konstnärens själv, hans bror Philip Rubens(en) som dog 1611, Justus Lipsius som hade dött redan 1606 och Joannes Woverius(en). I bakgrunden syns en antik byst som antogs föreställa Seneca och som Rubens hade förvärvat en kopia av. Lipsius var en framträdande filosof och filolog som influerade båda bröderna Rubens. I verket De constantia (”Om ståndaktighet”) från 1584 försökte Lipsius förena Senecas stoicism med kristen morallära; skriften blev vida spridd och bidrog till den så kallade nystoicismens framväxt.
Ett liknande grupporträtt av Rubens, Självporträtt i en krets av vänner i Mantua, utfördes omkring 1600–1606 och är därmed det äldsta kända självporträttet av Rubens. Det utfördes när Rubens tjänstgjorde som hovmålare hos familjen Gonzaga i den norditalienska staden Mantua som framskymtar i bakgrunden. Även där ingår Philip Rubens (omedelbart bakom konstnären som är placerad centralt i förgrunden) och Justus Lipsius (längst till höger) i porträttgalleriet. 
De båda grupporträtten utfördes således i samband med Lipsius respektive broderns död. Sannolikt skildrar ingen av målningarna ett särskilt tillfälle när samtliga avbildade träffats.

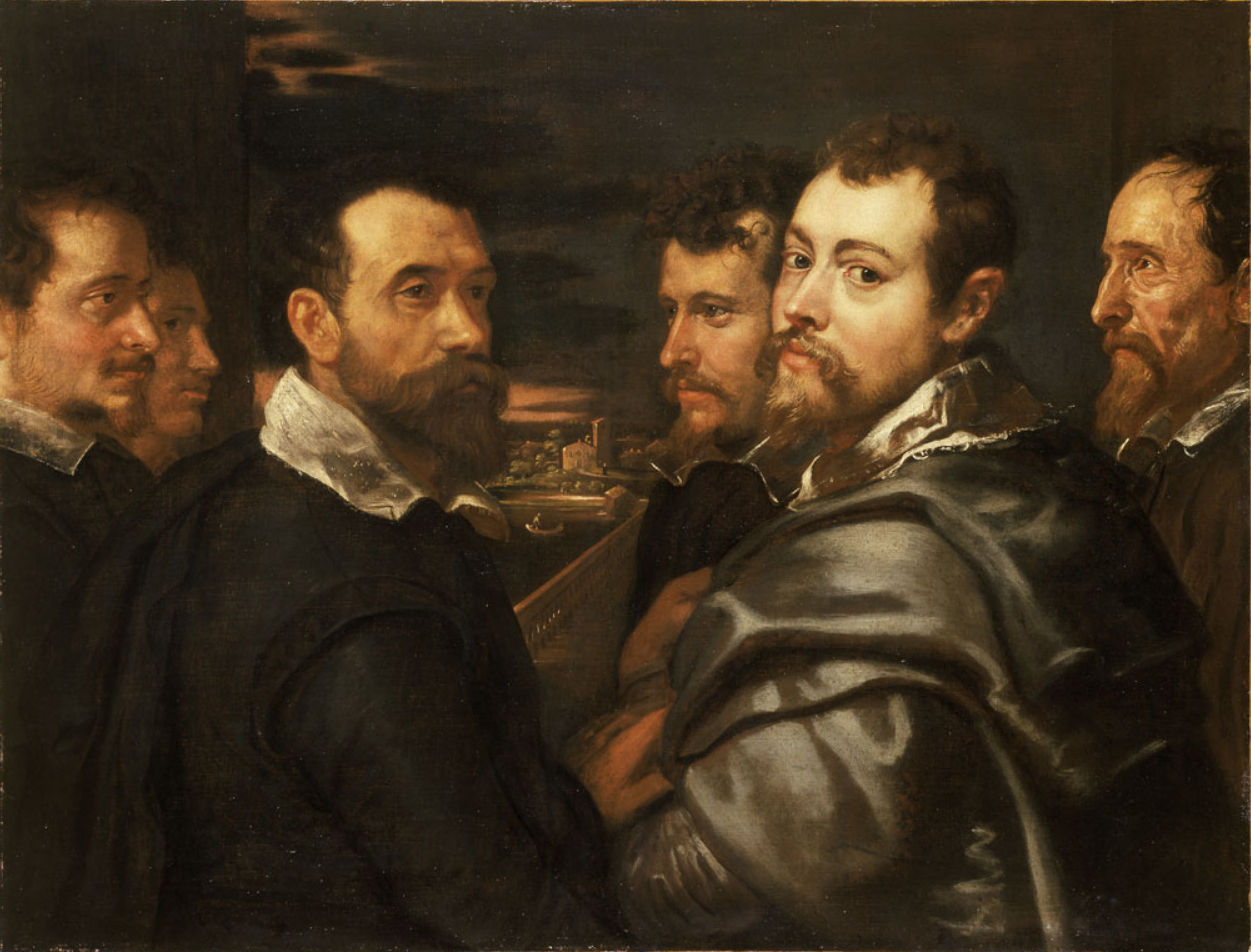
Självporträtt i en krets av vänner i Mantua (omkring 1600–1606), Wallraf-Richartzmuseet.